# Jambrina
Jambrina ist ein nordwestspanischer Ort und eine Gemeinde (municipio) mit nur noch 149 Einwohnern (Stand: 2024) im Süden der Provinz Zamora in der Autonomen Gemeinschaft Kastilien-León. 

## Lage und Klima
Jambrina liegt am Rand der Kastilischen Hochebene (Meseta Iberica) in einer Höhe von ca. 705 m.Die Provinzhauptstadt Zamora ist gut 15 km (Fahrtstrecke) in nordnordwestlicher Richtung entfernt. Das gemäßigte Kontinentalklima wird nur selten vom Atlantik beeinflusst; Regen (ca. 469 mm/Jahr) fällt vorwiegend im Winterhalbjahr.

## Bevölkerungsentwicklung
| Jahr      | 1970 | 1981 | 1991 | 2001 | 2011 | 2021 |
| Einwohner | 413  | 338  | 319  | 254  | 202  | 149  |

## Sehenswürdigkeiten
- Kirche der Unbefleckten Empfängnis (Iglesia de Nuestra Señora de la Concepción)

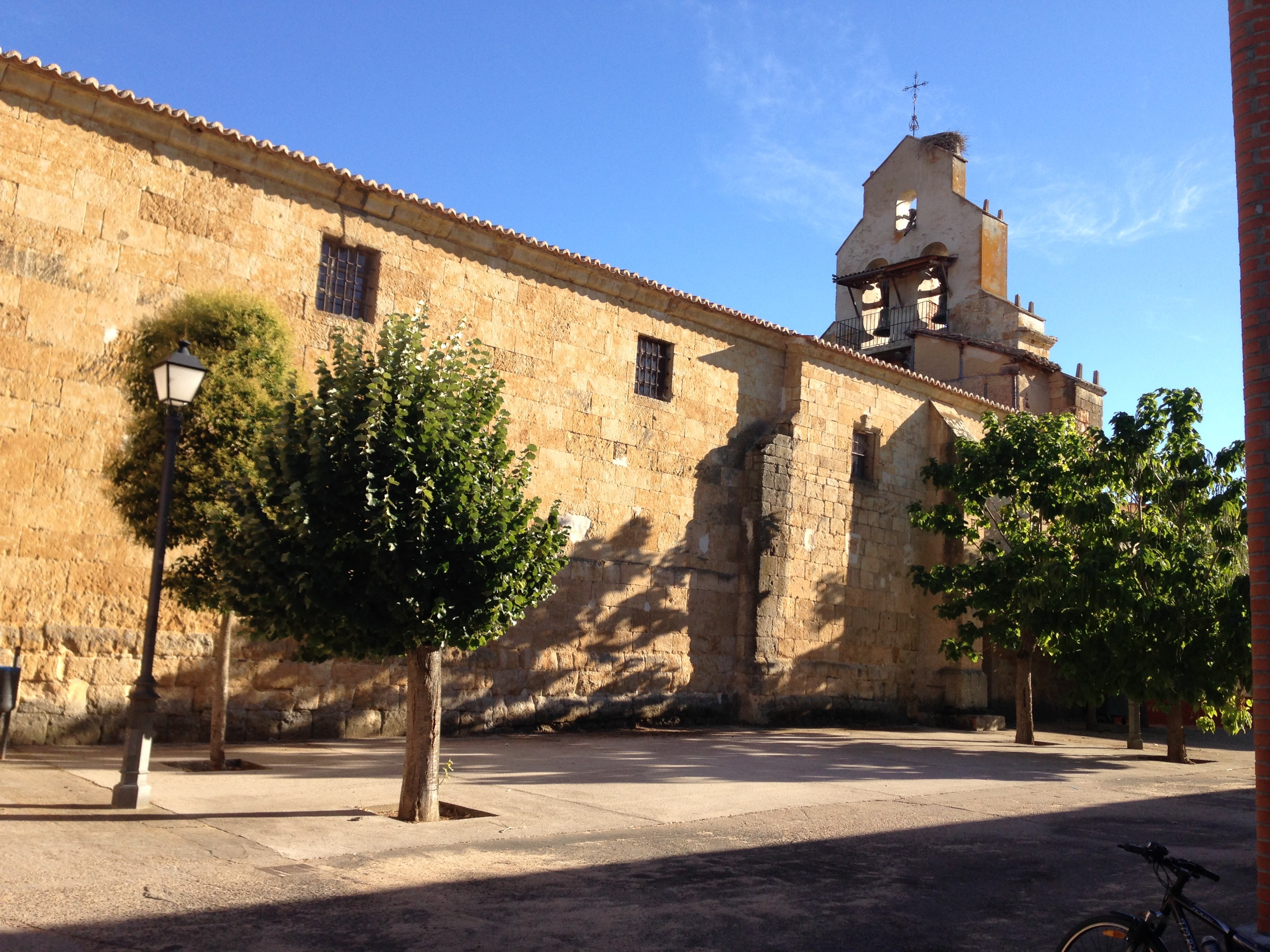
Kirche der Unbefleckten Empfängnis